# Челяба (Пермский край)
Челяба — деревня в Пермском районе Пермского края России. Входит в состав Пальниковского сельского поселения. Находится примерно в 5 км к западу от центра сельского поселения, села Нижний Пальник. Ближайшая железнодорожная станция в посёлке Кукуштан находится в 15 км к востоку от Челябы. Краевой центр Пермь расположен в 50 км севернее Челябы. Севернее села протекает река Бабка.

## Население
| 2008 | 2010 |
| ---- | ---- |
| 55   | ↗71  |

Гендерный состав
По данным Всероссийской переписи населения, в 2010 году в деревне проживал 71 человек (30 мужчин и 41 женщина).